# Sherlock, Lupin y yo
Sherlock, Lupin y yo es una saga de libros escrita por Alessandro Gatti que tiene como referencias a la archi famosa saga "Sherlock Holmes" escrita por Arthur Conan Doyle y "Arsène Lupin", escrita por Maurice Leblanc, contemporánea de la anterior. Esta saga trata de Irene Adler, que resuelve crímenes tanto con Sherlock Holmes como con Arsène Lupin. La primera historia escrita por el personaje ficticio de Irene Adler, fue publicada en el año 2012, sin mucho éxito. Sin embargo, fue en el 2015 cuando la saga empezó a popularizarse en España (en Italia había sido popular ya desde el “Trío de la Dama Negra”).
La saga ha obtenido muy buenas críticas por parte de los lectores, elogiando la amplitud de vocabulario (al más puro estilo de 1870) y por la conexión entre los mismos libros de Conan Doyle, que se van marcando más adelante en la saga. También por tener una subtrama que engancha mucho (su pasado, y su verdadera identidad). 

## Personajes
Irene Adler: Es un personaje sacado del libro “Escándalo en Bohemia”, de Sherlock Holmes, y es la narradora de la historia hasta el decimocuarto libro. Es pelirroja, de cabellos largos en los primeros libros, pero más tarde se los cortó. Sus ojos son verde pistacho, aunque en algunos libros se asegura que son azul cielo. Es bastante alta, y su cuello es muy estirado. Sin duda, el personaje en cuestión tiene caracterizaciones muy feministas. Como el hecho de montar a caballo, hacer deporte y embarcarse en empresas peligrosas. También tiene cierto punto crítico con la sociedad de esos tiempos, frustrada por la idea de lo que debe o no debe hacer una ‘señorita’. Es bastante frágil en su interior (como se descubre en el undécimo libro) pero también tiene grandes dotes de mando. Al principio de la historia dice que es la hija de los Adler, un matrimonio que se conoció en Norteamérica (posteriormente se descubre que esto es en parte mentira) y bastante adinerado, pero a mitades de “El Trío de la Dama Negra” deja caer el hecho de que es adoptada. Conforme se va desenredando la madeja de la historia, Irene empieza a darse cuenta de que ella no es quien cree ser, fijándose en ciertos aspectos físicos que en un inicio había decidido ignorar. En "La Catedral del Miedo" descubre a su verdadera madre, que la había estado siguiendo en secreto para velar por ella. Su nombre es Alexandra Sophie Von Klemnitz. Más tarde, en su viaje a los Alpes, esta le explica que su padre (Félix) había sido asesinado por su gran poder en un país que no menciona, y dice que ella se vio obligada a esconderla, pero no explica la forma en que llegó a manos de los Adler, ni por qué mataron a sus padre, ni su verdadera identidad. Después de eso, su relación con los Adler se hizo más fría y torpe de lo que era (especialmente con Genevieve). Ya en el sexto libro (considerado un libro crucial, que pone punto final a una época de la vida de Irene) Lolo, por venganza ,  mata a su madre adoptiva, Genevieve, con un puñal. Esto marca un antes y un después en los Adler, (Horace, Leopold y ella) que se tiñen de luto. Aunque Irene se promete no volver a arriesgar su vida indagando, volvió a hacerlo por Horace, y su amigo. A lo largo de la historia, Irene y Arséne se besan en diversas ocasiones, pero no pasa nada más por el respeto que tienen los dos a su trío y que Irene entiende que solo son besos, nada más. Con Sherlock se abraza muchas veces y se besan en dos ocasiones, aunque en una de ellas Sherlock estaba delirando.  En el libro once, Oliver (un personaje muy relevante pero que nos era desconocido) le revela que ella es la heredera del trono de Bohemia (esto pudo saberse antes si se leyó Escándalo en Bohemia), e intenta secuestrarla.
Sherlock Holmes: es un chico introvertido pero muy observador, de físico esquelético, de pelo castaño oscuro, ojos marrones, nariz aguileña y piel pálida.Le gusta mucho la lectura .Vive con su madre, su hermano (en los primeros libros) y su hermana pequeña Violet. No tiene padre, pues murió cuando él era pequeño. Trabaja en un periódico escribiendo una sección de enigmas. Irene y él se dan su primer beso en el sexto libro, mientras Sherlock está herido y delirando, tras haber protegido a Irene de unos gamberros del club de boxeo. En bastantes libros tiene que inventar excusas para seguir a Irene allá donde vaya. Una de las excusas que más utiliza es el alpine club, una sociedad de ajedrez de la dice ser miembro.
Arsène Lupin: es un chico alto, de físico atlético y fuerte, travieso y bromista. Su pelo es de color negro. Su padre, Thèophaste Lupin trabaja en un circo como trapecista, aunque más tarde abre un gimnasio. Su madre es una aristócrata francesa, pero como le abandonó a él y a su padre, prefiere no hablar de ella. Irene y él se besan en varias ocasiones. Su primer beso fue debajo de la cama de un hotel en el segundo libro. En otra ocasión, Arséne salva a Irene de unos bandidos que se quieren apoderar de un mapa de los subsuelos de París. Tiene un alter ego, Auguste Papon, porque tiene que huir de la policía parisina ya que formó parte de un timo.

## Libros
1 El Trío de la Dama Negra
2 Último acto en el Teatro de la Ópera
3 El misterio de la Rosa Escarlata
4 La catedral del miedo
5 El castillo de hielo
6 Las sombras del Sena
7 El enigma de la cobra real
8 La esfinge de Hyde Park
9 Crimen en la cacería del zorro
10 El señor del crimen
11 El puerto de los engaños
12 El barco de los adioses
13 Doble Final
14 En busca de Anastasia
15 El enigma del hombre del sombrero de copa
16 El disfraz del asesino

17 Crimen en Navidad 
- Datos: Q63525754